# Saxetophilus petulans
Saxetophilus petulans är en insektsart som beskrevs av Umnov 1930. Saxetophilus petulans ingår i släktet Saxetophilus och familjen gräshoppor. Inga underarter finns listade i Catalogue of Life.